# SC Cambuur in het seizoen 2015/16
In het seizoen 2015/2016 komt SC Cambuur uit in de Nederlandse Eredivisie en de KNVB Beker.
Cambuur eindigde het seizoen op de achttiende plaats en degradeerde zodoende naar de Jupiler League.

## Spelers
| 22            | Leonard Nienhuis         | Vlag van Nederland                       | DM  | SC Veendam                 |
| 26            | Harm Zeinstra            | Vlag van Nederland                       | DM  | FC Emmen                   |
| 28            | André Krul               | Vlag van Nederland                       | DM  | KV Turnhout                |
| Verdedigers   |                          |                                          |     |                            |
| 2             | Kai Heerings             | Vlag van Nederland                       | CV  | FC Utrecht                 |
| 3             | Wessel Dammers           | Vlag van Nederland                       | CV  | Feyenoord (huur)           |
| 4             | Vytautas Andriuškevičius | Vlag van Litouwen                        | LA  | Djurgardens IF             |
| 5             | Marlon Pereira           | Vlag van Nederland · Vlag van Kaapverdië | RA  | Botev Plovdiv              |
| 16            | Djavan Anderson          | Vlag van Nederland · Vlag van Jamaica    | RA  | AZ                         |
| 21            | Martijn van der Laan     | Vlag van Nederland                       | CV  | FC Groningen (huur)        |
| 23            | Marvin Peersman          | Vlag van België · Vlag van Ghana         | LA  | FC Dordrecht               |
| 29            | Darryl Lachman           | Vlag van Curaçao · Vlag van Nederland    | CV  | Sheffield Wednesday (huur) |
| 30            | Calvin Mac-Intosch       | Vlag van Nederland · Vlag van Suriname   | CV  | SC Telstar                 |
| 41            | Omar El Baad             | Vlag van Nederland · Vlag van Marokko    | CV  | Feyenoord                  |
| Middenvelders |                          |                                          |     |                            |
| 6             | Erik Bakker              | Vlag van Nederland                       | CM  | FC Zwolle                  |
| 8             | Sjoerd Overgoor          | Vlag van Nederland                       | CM  | Go Ahead Eagles            |
| 10            | Jack Byrne               | Vlag van Ierland                         | CM  | Manchester City (huur)     |
| 11            | Dominik Mašek            | Vlag van Tsjechië                        | CAM | Hamburger SV               |
| 20            | Sander van de Streek     | Vlag van Nederland                       | CAM | SBV Vitesse                |
| 24            | Tom Hiariej              | Vlag van Nederland                       | CVM | FC Groningen (huur)        |
| 25            | Berend Schootstra        | Vlag van Nederland                       | CVM | SC Heerenveen              |
| 35            | Jamiro Monteiro          | Vlag van Nederland                       | CAM | FC Anker Wismar            |
| Aanvallers    |                          |                                          |     |                            |
| 7             | Furdjel Narsingh         | Vlag van Nederland · Vlag van Suriname   | RB  | PEC Zwolle                 |
| 9             | Martijn Barto            | Vlag van Nederland                       | SP  | Harkemase Boys (amateurs)  |
| 12            | Xander Houtkoop          | Vlag van Nederland                       | LB  | ADO Den Haag               |
| 14            | Mikhail Rosheuvel        | Vlag van Nederland · Vlag van Suriname   | RB  | AZ                         |
| 15            | Jergé Hoefdraad          | Vlag van Nederland · Vlag van Suriname   | LB  | SC Telstar                 |
| 18            | Kevin van Veen           | Vlag van Nederland                       | SP  | Scunthorpe United (huur)   |
| 19            | Valmir Berisha           | Vlag van Zweden · Vlag van Albanië       | SP  | AS Roma                    |

### Aangetrokken
| Nat. | Naam            | Van             | Type         | Bijzonderheden |
| ---- | --------------- | --------------- | ------------ | -------------- |
| CZ   | Dominik Mašek   | HSV             | Middenvelder |                |
| NED  | Kai Heerings    | FC Utrecht      | Verdediger   |                |
| BE   | Marvin Peersman | FC Dordrecht    | Verdediger   |                |
| NED  | Jergé Hoefdraad | Almere City     | Aanvaller    |                |
| NED  | Sjoerd Overgoor | Go Ahead Eagles | Middenvelder |                |
| ZWE  | Valmir Berisha  | AS Roma         | Aanvaller    |                |
| NED  | Xander Houtkoop | ADO Den Haag    | Aanvaller    |                |

### Vertrokken
| Nat. | Naam                | Naar             | Bijzonderheden |
| ---- | ------------------- | ---------------- | -------------- |
| NED  | Mart Dijkstra       | Sparta Rotterdam |                |
| NED  | Wout Droste         | Heracles Almelo  |                |
| NED  | Daniël de Ridder    |                  |                |
| NED  | Bob Schepers        | ONS Sneek        |                |
| NED  | Lucas Bijker        | SC Heerenveen    |                |
| NED  | Mohamed El Makrini  | Odense BK        |                |
| NED  | Michiel Hemmen      | BK Häcken        |                |
| NED  | Donovan Slijngard   | Žalgiris Vilnius |                |
| NED  | Etiënne Reijnen     | FC Groningen     |                |
| NG   | Bartholomew Ogbeche | Willem II        |                |

## Wedstrijdverslagen

### Vriendschappelijk
|                                                               |                               |               | | |
| Vrijdag 3 juli 2015, 19.00 uur                                | VV DTD                        | 1 - 2 (0 - 1) | SC Cambuur | |
| Sportpark VV DTD, Cornjum Scheidsrechter: Bart van der Scheer | Hendrik Harm Kingma (penalty) |               | Furdjel Narsingh Sander van de Streek                                                                                       | 1e helft Cambuur: Leonard Nienhuis, Marlon Pereira, Etiënne Reijnen, Ron Janzen, Delvechio Blackson, Erik Bakker, Sjoerd Overgoor, Sebastian Steblecki, Dominik Mašek, Martijn Barto, Furdjel Narsingh 2e helft Cambuur: Harm Zeinstra, Calvin Mac-Intosh, Omar El Baad, Marvin Peersman, Torino Hunte, Sander van de Streek, Jack Byrne, Berend Schootstra, Said Hassan, Bartholomew Ogbeche, Mikhail Rosheuvel |
|                                                               |                               |               | | |
| Zaterdag 4 juli 2015, 18.00 uur                               | Drachtster Boys               | 0 - 7 (0 - 3) | SC Cambuur | |
| Sportpark Drachtster Boys, Drachten                           |                               |               | Bartholomew Ogbeche Etiënne Reijnen Sander van de Streek Calvin Mac-Intosh Erik Bakker Etiënne Reijnen Sander van de Streek | |
|                                                               |                               |               | | |
| Woensdag 8 juli 2015, 19.00 uur                               | Regioteam Kootstertille       | 0 - 7 (0 - 6) | SC Cambuur | |
| Sportpark De Tille, Kootstertille Scheidsrechter: Sam Droge   |                               |               | Dominik Mašek Bartholomew Ogbeche Martijn Barto Valmir Berisha                                                              | Opstelling Cambuur: Harm Zeinstra, Vytautas Andriuškevičius, Etiënne Reijnen, Marvin Peersman, Calvin Mac-Intosh, Sjoerd Overgoor, Sebastian Steblecki, Dominik Mašek, Bartholomew Ogbeche, Martijn Barto, Mikhail Rosheuvel Wissels Cambuur: '46 Andriuškevičius Schootstra '46 Overgoor Bakker '46 Ogbeche Berisha '67 Peersman Blackson '73 Steblecki Hunte '73 Rosheuvel Constancia '77 Mac-Intosh El Baad   |
|                                                               |                               |               | | |
| Zaterdag 11 juli 2015, 19.00 uur                              | SC Cambuur                    | 0 - 0 (0 - 0) | Almere City FC | |
| Sportpark Leeuwarderweg, Sneek                                |                               |               | | |
|                                                               |                               |               | | |